# Henry Parker (Politiker, 1808)

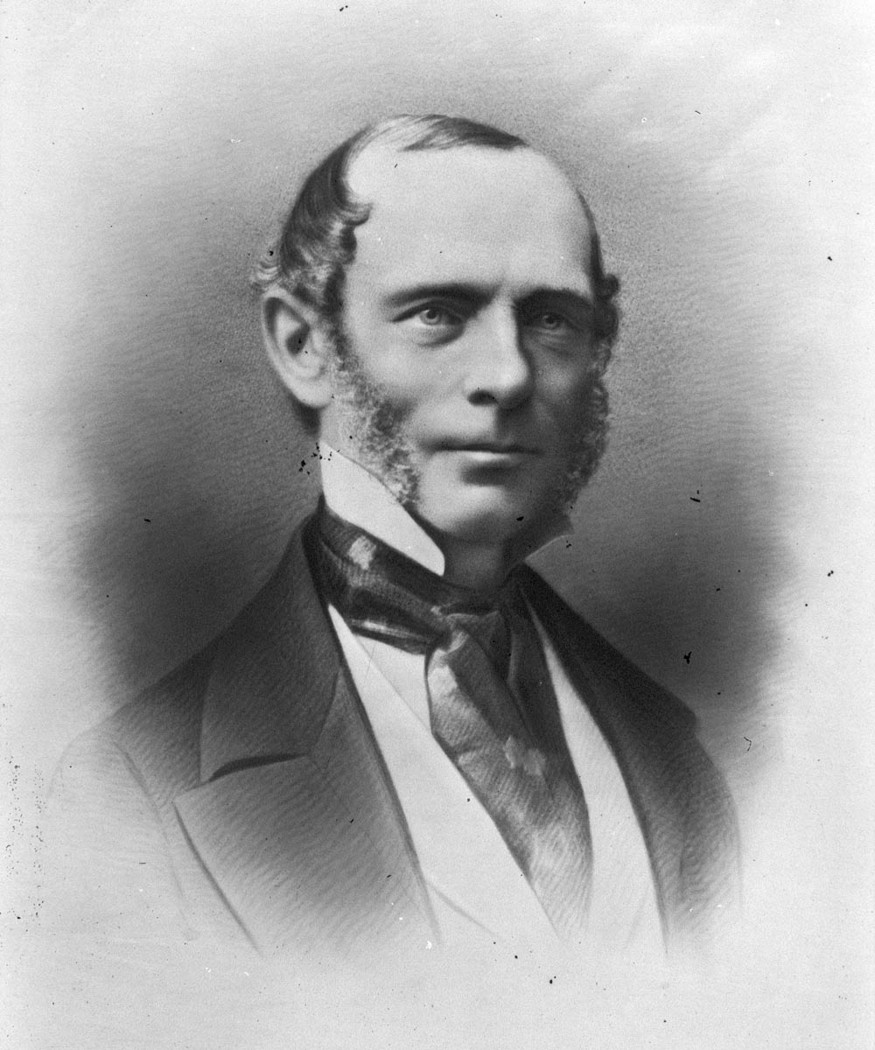
Sir Henry Watson Parker

Sir Henry Watson Parker, KCMG (* 1. Juni 1808 in Lewisham, London; † 2. Februar 1881 in Richmond, Surrey, England) war ein australischer Politiker, der zwischen 1846 und 1857 Mitglied im Parlament von New South Wales sowie von 1856 bis 1857 Premier von New South Wales war. 

## Leben

### Mitglied des Parlaments und Premier von New South Wales
Henry Watson Parker, Sohn von Thomas Watson Parker und dessen Ehefrau Mary Cornell, erhielt seine schulische Bildung durch den Hauslehrer Dr. Waite, dem Hauskaplan von Prinzession Sophia Mathilda of Gloucester. Er trat in die Britische Ostindien-Kompanie ein und unternahm aufgrund seiner angegriffenen Gesundheit Reisen nach Britisch-Indien, ins Kaiserreich China sowie zum Kap der Guten Hoffnung sowie im Anschluss durch Frankreich, die Niederlande und Belgien. 1837 nahm er seine erste berufliche Tätigkeit auf und wurde Privatsekretär des zum Gouverneur von New South Wales ernannten George Gipps, mit dem er am 24. Februar 1838 in Sydney eintraf. Er hatte umfangreiche private Mittel und baute das große Haus „Clovelly“ in Watsons Bay.
Am 11. Mai 1846 wurde er erstmals Mitglied im Parlament von New South Wales und war mit Unterbrechungen bis zum 29. Februar 1856 ernanntes Mitglied des Legislativrates (New South Wales Legislative Council). In dieser Zeit fungierte er zwischen dem 28. Mai 1846 und dem 20. Juni 1848, zwischen dem 17. Mai 1849 und dem 30. Juni 1851 sowie erneut vom 17. Oktober 1851 bis zum 29. Februar 1856 als Chairman of Committees Vorsitzender der Ausschüsse des Legislativrates. Er wurde 1848 zunächst Vertreter der Krone und danach von 1856 bis 1857 offizieller Trustee des Australian Museum, das älteste Museum in Australien und zugleich das älteste naturhistorische Museum der Welt. Am 29. März 1856 wurde er Mitglied der Legislativversammlung (New South Wales Legislative Assembly) und vertrat dort bis zum 19. Dezember 1857 den Wahlkreis Parramatta.
Parker löste am 3. Oktober 1856 den Liberalen Charles Cowper als Premier von New South Wales ab und bekleidete das Amt bis zum 7. September 1857, woraufhin Cowper das Amt erneut übernahm. In seinem Kabinett fungierte er zugleich zwischen dem 3. Oktober 1956 und dem 7. September 1857 als Kolonialsekretär (Colonial Secretary).

### Rückkehr nach England und erfolglose Unterhauskandidatur

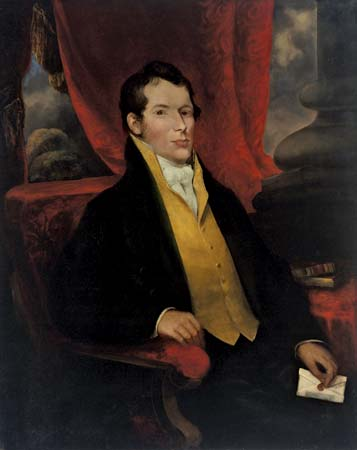
Parkers Schwiegervater war der Begründer der Schafzucht in Australien, John Macarthur.

1858 kehrte Henry Parker nach England zurück und lebte bis zu seinem Tode im Stawell House in Richmond. Für seine Verdienste wurde er am 7. Mai 1858 zum Knight Bachelor (Kt) geschlagen, so dass er fortan den Namenszusatz „Sir“ führte. Bei der Unterhauswahl am 7. November 1868 trat er gemeinsam mit Arthur Stanhope für die Conservative Party im Wahlkreis Greenwich an, der zwei Mandate im britischen Unterhaus, dem House of Commons, stellte. Die beiden konservativen Kandidaten unterlagen jedoch den beiden Bewerbern der Liberal Party, David Salomons und dem anschließenden Premierminister William Ewart Gladstone. Am 31. Mai 1877 wurde er ferner zum Knight Commander des Order of St Michael and St George (KCMG) geschlagen. Er war zuletzt Kommissar für die Weltausstellungen Sydney International Exhibition (1879) und Melbourne International Exhibition (1880).
Am 21. Mai 1843 heiratete Henry Parky Emmeline Emily Macarthur, die jüngste Tochter des Begründers der Schafzucht in Australien, John Macarthur (1767–1834). Zu den Brüdern seiner Frau waren gehörten Generalleutnant Edward Macarthur (1789–1872) sowie James Macarthur (1798–1867) sowie Sir William Macarthur (1800–1882) die beide ebenfalls Mitglieder des Parlaments von New South Wales waren. Bei seinem Tod hinterließ er ein Vermögen von rund 140.000 Pfund.

## Hintergrundliteratur
- David Clune, Ken Turner (Hrsg.): The Premiers of New South Wales. Volume 1: 1856–1901, The Federation Press, Sydney 2006